# Liivi (rzeka)
Liivi (est. Liivi jõgi) – rzeka w zachodniej Estonii. Rzeka wypływa z okolic wsi Rehemäe w gminie Nissi. Wpada do rzeki Kasari w okolicy wsi Laiküla na terenie Parku Narodowego Matsalu. Ma długość 47,6 km i powierzchnię dorzecza 252,7 km².